# Estrazione con solventi (depurazione dei suoli)
L'estrazione con solventi è una tecnica di bonifica di siti contaminati applicata on site e in situ, utilizzata solitamente in combinazione con altri trattamenti come la bioremediation, la solidificazione, l'incenerimento e la vetrificazione. 

## Struttura dell'impianto
Il processo dal punto di vista impiantistico, è costituito da due unità:
- Estrattore, unità in cui il terreno viene miscelato al solvente generando l'estrazione del contaminante
- Separatore, unità in cui i contaminanti vengono separati dal solvente a seguito di una variazione di temperatura-pressione oppure utilizzando un secondo solvente. Il solvente viene recuperato per distillazione, mentre l'inquinante viene avviato al trattamento finale di inertizzazione o incenerimento.

I solventi utilizzati possono essere classificati in tre tipologie:
- solventi standard: ad esempio alcali, chetoni ed alcoli;
- solventi a gas liquefatto (LG): ad esempio propano e butano;
- solventi in condizioni supercritiche (CST): ad esempio etilene ed idrocarburi.

## Applicazioni
L'estrazione con solvente  è un trattamento della matrice del suolo, inquinato da sostanze organoclorurate, idrocarburi e fitofarmaci. I processi di estrazione chimica non sono efficaci nell'estrazione di composti inorganici (acidi, basi, metalli pesanti).
L'efficienza del trattamento è elevata per i fitofarmaci. 
Inoltre, l'estrazione chimica è efficace per il recupero di prodotti petroliferi rilasciati accidentalmente nel terreno. Il trattamento non è limitato dalla presenza di concentrazioni elevate di oli o di altri contaminanti. 
La tecnica viene fortemente limitata dalla presenza di argille nel suolo ed elevato contenuto d'acqua. 
L'efficienza di separazione può essere ridotta dalla presenza di elevate concentrazioni di composti organici volatili, complessi metallo-organici, composti organici ad elevato peso molecolare, detergenti o emulsionanti, metalli o altri composti particolarmente reattivi con i solventi utilizzati. 
Dal punto di vista economico è una tecnica abbastanza costosa, la tecnologia diventa più economica per il trattamento di siti di grande dimensione.